# Parapenaeon takii
Parapenaeon takii là một loài chân đều trong họ Bopyridae. Loài này được Shiino miêu tả khoa học năm 1950.